# Ribeira das Cabras (Praia do Norte)
A Ribeira das Cabras (Praia do Norte) é um curso de água português localizado na freguesia de Praia do Norte, ilha do Faial, arquipélago dos Açores.
Este curso de água tem origem a uma cota de altitude de cerca de 920 metros cima do nível do mar, nos contrafortes do Alto do Brejo.
A sua bacia hidrográfica, procede assim à drenagem de parte dos contrafortes do Alto do Brejo e do parte do Alto do Guarda-Sol.
Esta Ribeira vai desaguar no Oceano Atlântico depois de passar junto à localidade da Praia do Norte, na Baía da Ribeira das Cabras, entre o Porto da Fajã e a Ribeira Funda.